# ハドレー・パークス
- ハドリー・パークス

ハドレー・ウィリアム・パークス（Hadleigh William Parkes、1987年10月5日 - ）は、ニュージーランド・ハンターズビル出身のラグビー選手。元ウェールズ代表。

## プロフィール
- ポジションはスタンドオフ(SO)、ウィング(WTB)、センター(CTB)。
- 身長 187cm、体重 101kg
- ウェールズ代表キャップは29（2020年4月現在）でラグビーワールドカップ2019のウェールズ代表に選ばれた[1]。

## 略歴
マナワツ、オークランド、ブルーズ、ハリケーンズ、イースタン・プロヴィンス・キングス、キングスを経て、2014年、スカーレッツに加入。
2020年、パナソニック ワイルドナイツ(現・埼玉パナソニックワイルドナイツ)に加入。
2021年2月20日にジャパンラグビートップリーグ第1節リコーブラックラムズ戦に先発出場で日本での公式戦初出場を果たす。
2022年、リコーブラックラムズ東京に加入。
2024年、マナワツに復帰。